# Roehampton
Roehampton – dzielnica Londynu, leżąca w gminie London Borough of Wandsworth. Populacja – 16132 osób.